# Charlotte Galves
Charlotte Marie Chambelland Galves é uma linguista francesa, nascida na Borgonha. Professora Titular da Universidade Estadual de Campinas (Unicamp), graduada em Letras Clássicas - Université de Paris IV (Paris-Sorbonne) (1970) e em Português - Université de Paris III (Sorbonne-Nouvelle) (1974), mestre em Língua Portuguesa - Université de Paris III (Sorbonne-Nouvelle) (1975) e doutora em Língua Portuguesa - Université de Paris IV (Paris-Sorbonne) (1980). Foi orientada pelo professor Paul Teyssier.
Seu interesse pela língua portuguesa deu-se aos 19 anos com um estadia de três anos em Portugal. Desde então, estuda o idioma, sendo uma das maiores especialistas na gramática do português, tanto do ponto de vista sincrônico quanto diacrônico. Sua pesquisa está especialmente focada nos aspectos que diferenciam as duas variedades principais desta língua, o Português Europeu e o Português Brasileiro, além da relação do contato linguístico entre o Português Brasileiro e as línguas africanas no Brasil.
Quanto à sua pesquisa, três linhas se destacam: a) descrição e análise das línguas naturais; b) história da língua portuguesa; e c) descrição e análise de padrões prosódicos. Dentro da primeira área, por exemplo, priorizou-se a comparação sintática do PE com o PB, assim seus artigos são referência na descrição do Português Brasileiro, principalmente sob a perspectiva gerativa.
A carreira acadêmica da professora Charlotte pode ser dita exemplar: ocupou-se tanto da docência (formou 25 mestres e 22 doutores, além de ter supervisionado profissionais em estudos de pós-doutorado e orientado estudantes de graduação em iniciação científica), quanto de atividades administrativas (foi Diretora do Instituto de Estudos da Linguagem entre os anos de 2003 a 2007, chefe de departamento e coordenadora de curso).
Participou ainda do Projeto da Gramática do Português Falado, sob a coordenação geral de Ataliba de Castilho, tendo trabalhado no subprojeto das Relações Gramaticais do corpus NURC, sub-coordenado, em fases distintas, por ela própria, Fernando Tarallo, Mary Kato e Milton do Nascimento. Ao lado da professora Mary Kato e Fernando Tarallo iniciou um projeto de pesquisa que buscava aliar a teoria gerativa e a metodologia variacionista. Após o falecimento de Fernando Tarallo e a aposentadoria de Mary Kato, Charlotte passou a coordenar projetos diacrônicos e a trabalhar interdisciplinarmente com matemáticos e linguistas, o que suscitou o surgimento do projeto do Corpus Tycho Brahe.